# Fromelles
Fromelles é uma comuna francesa na região administrativa de Altos da França, no departamento do Norte. Estende-se por uma área de 8.54 km². Em 2010 a comuna tinha 1 014 habitantes (densidade: 118,7 hab./km²).